# Holsted (Vejen)
Holsted is een plaats en voormalige gemeente in de Deense regio Zuid-Denemarken, gemeente Vejen. De plaats telt 3123 inwoners (2020).

## Voormalige gemeente
De oppervlakte bedroeg 189,89 km². De gemeente telde 6965 inwoners waarvan 3539 mannen en 3426 vrouwen (cijfers 2005). Bij de herindeling van 2007 werd de gemeente bij Vejen gevoegd.